# Slaget vid Bornhöft (1227)
Slaget vid Bornhöft stod den 22 juli 1227 vid Bornhöft i nuvarande Schleswig-Holstein, norra Tyskland, mellan danskarna under Valdemar Sejr och förenade nordtyska styrkor. 
Efter att Valdemar Sejr 1226 hade lösts från den ed att inte utkräva hämnd som han avlagt till Henrik den svarte av Schwerin vid sin frigivning, inföll han 1227 i Holsten och mötte 22 juli sina nordtyska motståndare, hertig Albrekt I av Sachsen, grevarna Henrik den svarte av Schwerin och Adolf IV av Holstein, ärkebiskop Gerhard av Bremen, borgare från Lübeck och Hamburg med flera. Den danska hären led ett förkrossande nederlag och många dödades och tillfångatogs. Själv undkom Valdemar med förlust av ett öga. Slaget befäste det danska stormaktsväldets fall.

## Bildgalleri

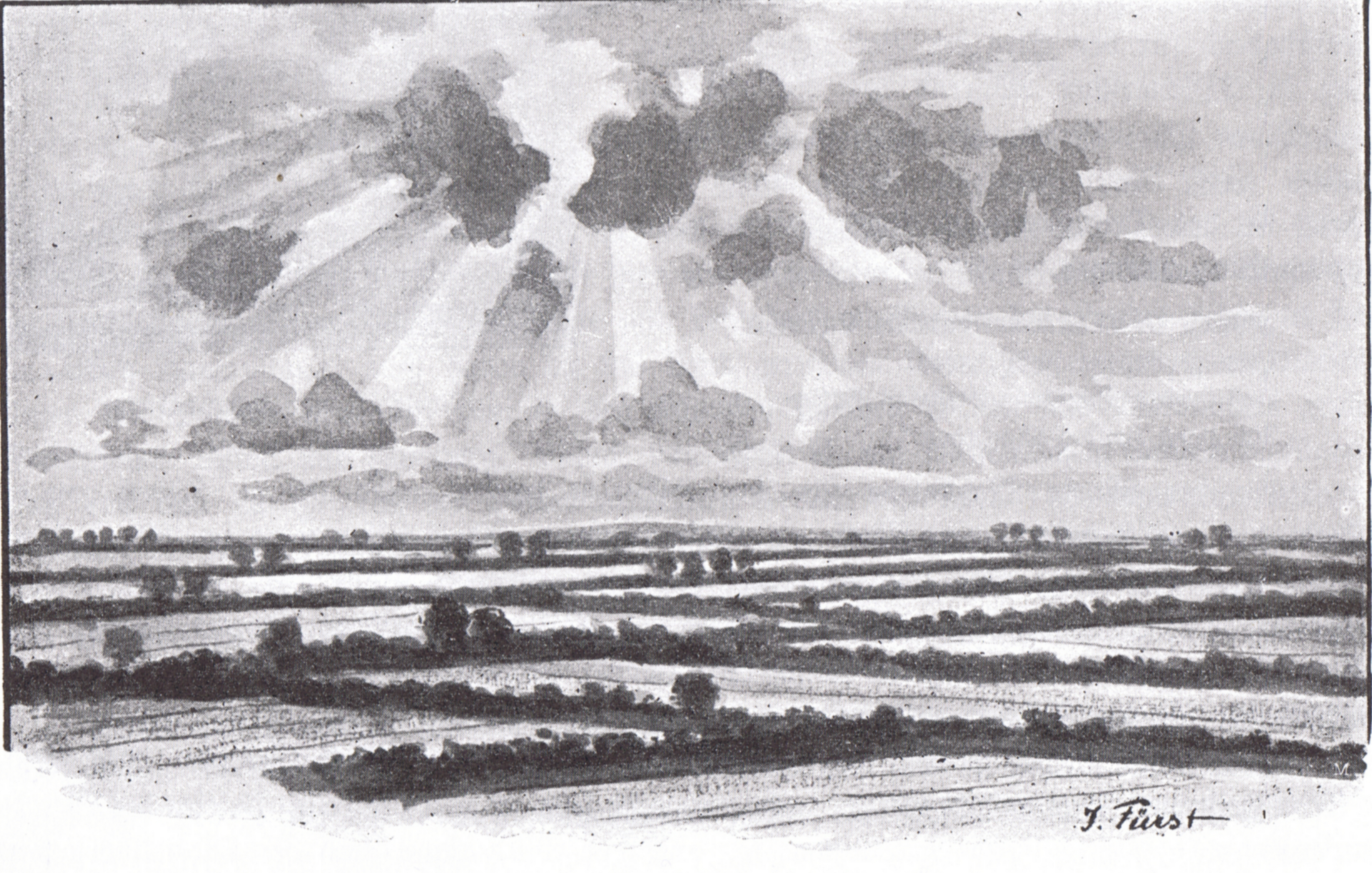
Slagfältet vid Bornhöft (Julius Fürst 1895)